# Bad Blood (테일러 스위프트의 노래)
"Bad Blood"는 미국의 가수 테일러 스위프트의 다섯번째 정규 앨범 1989의 수록곡이자 4번째 싱글이다. "Bad Blood"의 뮤직 비디오에 들어간 리믹스 버전에는 힙합 음악가인 켄드릭 라마가 참여하였다. 뮤직 비디오 공개 후 빌보드 핫 100 차트에서 1주일간 1위를 하였다.

## 논란

### 노래와 관련된 논란
테일러 스위프트는 롤링 스톤지와의 인터뷰에서 "Bad Blood"에 대하여 '어떤 가수에 관한 이야기'라 밝혔다. 그녀가 직접 말한 바에 따르면, 그녀와 테일러가 친구인지 아닌지 확실하지 않을 때 그녀가 시상식에서 상처받을 만한 이야기를 했고, 투어 관계자를 빼앗아서 자신의 투어를 망칠려고 했다고 밝혔다. 이에 대하여 빌보드, 롤링 스톤, 워싱턴 포스트, 타임 등은 "Bad Blood"가 케이티 페리에 관한 이야기라고 보도했다. 워싱턴 포스트와 타임은 "Bad Blood"의 가사 중 'If you live like that, you live with ghosts'라는 가사가 케이티 페리의 노래 "Ghost"를 인용한 것이라고 보도하면서 논란이 되기도 했다.

### 뮤직비디오와 관련된 논란
뮤직 비디오의 소재가 한국 걸그룹 2NE1의 "Come Back Home"의 뮤직비디오 일부 장면과 유사하다는 논란이 있었다. 이에, "Bad Blood" 뮤직비디오의 감독인 조셉 칸감독은 트위터를 통해 "말도 안된다."며 표절 논란을 반박하였다. 그리고,"Come Back Home" 뮤직비디오의 감독인 신동글감독이 "Come Back Home의 여러 장면은 할리우드 공상 과학 영화를 차용하였기 때문에, 표절은 아니라고 본다."라고 방송에서 밝히면서 "Bad Blood"와 "Come Back Home" 뮤직비디오 사이의 표절논란은 마무리되었다.

## 뮤직 비디오
뮤직 비디오는 "Blank Space" 뮤직비디오를 제작한 조셉 칸이 감독을 맡았다. 뮤직 비디오에는 테일러 스위프트, 엘리 굴딩, 칼리 클로스, 셀레나 고메즈 등이 출연 하였다.
뮤직 비디오에 쓰인 음악은 "1989"에 수록된 앨범 버전의 "Bad Blood"가 아닌 켄드릭 라마가 참여한 리믹스 버전이다.

## 차트 성적
| 차트 이름 (2015)                    | 최고 성적 |
| ----------------------------------- | --------- |
| 오스트레일리아 (ARIA)               | 1         |
| 오스트리아 (Ö3 오스트리아 탑 40)    | 22        |
| 벨기에 (울트라탑 50 플랑드르)       | 26        |
| 벨기에 (울트라탑 50 왈로니아)       | 26        |
| 캐나다 (캐나디안 핫 100)            | 1         |
| 체코 (IFPI)                         | 72        |
| 유로 디지털 송 (《빌보드》)         | 2         |
| 프랑스 (SNEP)                       | 14        |
| 독일 (미디어 컨트롤 AG)             | 31        |
| 헝가리 (싱글 Top 40)                | 10        |
| 아일랜드 (IRMA)                     | 8         |
| 일본 (재팬 핫 100)                  | 20        |
| 뉴질랜드 (레코드 뮤직 NZ)           | 1         |
| 스코틀랜드 (오피셜 차트 컴퍼니)     | 1         |
| 슬로바키아 (IFPI)                   | 89        |
| 스페인 (푸로무시카에)               | 13        |
| 스위스 (슈바이처 히트파라데)        | 28        |
| 영국 싱글 (오피셜 차트 컴퍼니)      | 4         |
| 미국 《빌보드》 핫 100              | 1         |
| 미국 어덜트 컨템포러리 (《빌보드》) | 24        |
| 미국 어덜트 탑 40 (《빌보드》)      | 13        |
| 미국 팝 송 (《빌보드》)             | 5         |

## 같이 보기
- 2015년 빌보드 핫 100 차트 1위 목록